# 315
Évszázadok: 3. század – 4. század – 5. század
Évtizedek: 260-as évek – 270-es évek – 280-as évek – 290-es évek – 300-as évek – 310-es évek – 320-as évek – 330-as évek – 340-es évek – 350-es évek – 360-as évek
Évek: 310 – 311 – 312 – 313 –  314 – 315 – 316 – 317 – 318 – 319 – 320

## Események

### Római Birodalom
- Constantinus és Licinius császárokat választják consulnak.
- Constantinus és Licinius a Duna mentén vezet hadjáratokat a szarmaták, a gótok és a carpusok ellen.
- Thessalonicában felismerik Diocletianus éve óta bujkáló feleségét, Priscát és lányát, Galeria Valeriát. Mindkettejüket kivégzik.
- Rómában elkészül Constantinus diadalíve és Constantinus thermái.

### Kína
- A Csin-dinasztia császára, Min hercegségi rangra emeli a hszienpej Topa klán államát, Tajt (a mai Belső-Mongóliában), mert segített neki a hsziungnu Han Csao állam elleni háborúban.

## Születések
- Poitiers-i Hilarius, egyházatya
- Himeriosz, görög szofista filozófus

## Halálozások
- Galeria Valeria, Galerius császár felesége
- Prisca, Diocletianus császár felesége

## Fordítás
- Ez a szócikk részben vagy egészben  a(z)   315 című angol Wikipédia-szócikk ezen változatának fordításán alapul.  Az eredeti cikk szerkesztőit annak laptörténete sorolja fel. Ez a jelzés csupán a megfogalmazás eredetét és a szerzői jogokat jelzi, nem szolgál a cikkben szereplő információk forrásmegjelöléseként.